# Мухаммад Ибрахим-султан
Мухаммад Ибрахим-султан (узб. Muhammad Ibrohim sulton) — представитель узбекской династии Шейбанидов, который правил в Балхском ханстве в 1601 году.

## Происхождение
Мухаммад Ибрахим-султан являлся правнуком Шейбаниду Бубай-султану.

## Политическая деятельность
Мухаммад Ибрахим-султан был воспитан в Персии при дворе шаха Аббаса I. После свержения Абдаламин-хана в 1601 году просефевидскими элементами Балхского ханства, на престол был возвышен Мухаммад Ибрахим-султан. О захвате власти этим царевичем существуют три мнения. По словам историка шаха Аббаса I, его пригласили из Хорасана бухарские эмиры, недовольные политикой правителя Бухарского ханства Пирмухаммад-хана II (1598—1601) и представителя клана Аштарханидов Баки Мухаммада, тогдашнего правителя Самарканда и шах Аббас I воспользовался этим удобством подвернувшимся случаем. Среднеазиатские историки считают, что с подобной просьбой к шаху Аббасу I обратились сами бухарские эмиры и сановники. По мнениям современных учёных, ибо этот царевич впоследствии оказался не в Бухаре, а в Балхе. По третьему же мнению, шах Аббас I действительно направил его на Бухару, но в Мешхеде Мухаммад Ибрахим-султан под воздействием своих эмиров и Худайназар-бия кунграта повернул в сторону Балха.
Мухаммад Ибрахим-султан правил в Балхе около года и в свою очередь, тоже был свергнут Аштарханидами Баки Мухаммадом и Вали Мухаммадом в 1601 году. Немалую роль в этом сыграли шиитские нравы и чрезмерный деспотизм Мухаммад Ибрахим-султана. Знать Балха стала склонятся на сторону Аштарханидов. Он не пользовался большой популярностью у подданных в силу своей излишней высокомерности и ярой приверженности шиитским идеям. Мухаммад Юсуф мунши про Мухаммад Ибрахим-султана рассказывает следующее:
В короткое время, меньше чем два месяца [после воцарения в Балхе] [шиитские] нравы Ибрахим-хана сказались в том, что по ночам на улицах и на базарах убивали мусульман и каждый день находили убитых по дорогам; убийцы же оставались неизвестными. Для всех стало ясно, что все эти недостойные деяния совершает тот еретик со своими махрамами.
Махмуд ибн Вали говорит, что Мухаммад Ибрахим-султан начал притеснять и высокопоставленных эмиров; это вызвало поход Баки Мухаммада и Вали Мухаммада на Балх. Он длился с июля 1601 года по начало сентября того же года, так как пришлось в пути встретить сопротивление Шейбанидов Мухаммад Салим-султана и Ибадулла-султана, сыновей Пирмухаммад-хана II, правивших в Хисар-и шадмане и Чаганиане.
Появление аштарханидских войск на левобережье Амударьи вызвало большой переполох. Мухаммад Ибрахим-султан находился в это время в Чарбаге Сийахджерда и группа прошейбанидски настроенных эмиров, пытаясь спасти положение, возвысили на балхский престол бывшего хисарского правителя Мухаммад Салим-султана, но слишком много противников Мухаммад Ибрахим-султана было в самом Балхе и в Сийахджерде. Мухаммад Салим-султана и Джехангир султана ибн Сайид Мухаммад-султана они арестовали у балхских ворот Уштухар, а Мухаммад Ибрахим-султану изменили в самом начале сражения у Сийахджерда. Мухаммад Юсуф мунши пишет следующее:
Когда оба войска выстроились друг против друга, то каждый [балхский] эмир и храбрец, который вышел драться с Вали Мухаммад-ханом, повесил себе на шею мечь и колчан и бросился целовать стремя последнего.
Более тогог, они схватили Мухаммад Ибрахим-султана, отрубили ему голову и «бросили её под ноги коня Вали Мухаммад-хана». Последнему и подоспевшему к началу сражения Баки Мухаммаду не пришлось осаждать Балх. Эмиры Назар-бий и Шукур-бий вынесли ключи от ворот и подчинили Балх Аштарханидам. Так, в ноябре 1601 года к ним перешёл и Балх и здесь была прочитана хутба с упоминанием имени бухарского правителя Джани Мухаммада (1601—1603), а наместником его здесь был назначен Вали Мухаммад.